# Sphecodes ephippius
Sphecodes ephippius (лат.) — вид одиночных пчёл из рода Sphecodes (триба Halictini, семейство Halictidae).

## Распространение
Северная Евразия. Южная и центральная Европа. Кавказ, Казахстан, Россия (на восток до Иркутска), Центральная Азия, Турция, Монголия, Северная Африка.

## Описание
Длина тела самок 7,0—9,0 мм (самцы 6,0—9,0 мм). Общая окраска головы и груди чёрная; брюшко в основном красное (T1-T3). Отличается короткими щетинками на скапусе усика, отсутствием продольного киля на верхней части головы. Слабоопушенные насекомые, тело почти голое. Самцы: клипеус чёрный, лицо с белым опушением ниже усиковых торули, вентральная поверхность члеников жгутика обычно несёт отчётливую зону сенсилл (тилоиды). Самки: лабрум с широким апикальным выступом без продольного валика; метабазитибиальная пластинка отсутствует; задние голени без корзиночки. Клептопаразиты других видов пчёл, в том числе, Halictus, Andrena, Lasioglossum (Lasioglossum laticeps, Lasioglossum leucozonium, Lasioglossum malachurum, Lasioglossum pauxillum, Lasioglossum quadrinotatulum).